# Les Jours venus
Pour plus de détails, voir Fiche technique et Distribution.
Les Jours venus est une comédie dramatique française réalisé par Romain Goupil, sortie en 2015.

## Synopsis
Jouant son propre rôle, Romain Goupil est à la recherche d'un scénario. Il mêle à une trame fictionnelle éparpillée des éléments de sa vie personnelle et des extraits de films familiaux. Complètement inséré dans des faits de la vie quotidienne, le film navigue entre jeu de piste, faux-reportage et auto-fiction. Les acteurs sont les véritables amis de Romain Goupil convoqués dans une fresque à vocation philosophique et militante non dénuée d'auto-dérision.

## Fiche technique
- Titre : Les Jours venus
- Réalisation : Romain Goupil
- Scénario : Romain Goupil
- Montage : Laurence Briaud et Laure Meynet
- Photographie : Irina Lubtchansky
- Producteur : Margaret Ménégoz
- Production : France 3 Cinéma
- Distribution : Les Films du losange
- Pays d’origine :  France
- Genre : comédie dramatique
- Durée : 90 minutes
- Dates de sortie :
  - Japon : 25 octobre 2014 au Festival international du film de Tokyo
  - France : 4 février 2015

## Distribution
- Valeria Bruni Tedeschi : la banquière
- Marina Hands : Marie
- Noémie Lvovsky : la productrice
- Jackie Berroyer : Blaise
- Romain Goupil : Romain
- Sanda Charpentier : Sanda
- Emma Charpentier : Emma
- Clémence Charpentier : Clémence
- Jules Charpentier : Jules
- Florence Ben Sadoun : Annie
- Esther Garrel : Ninon
- Olivier Martin : le menteur
- Laurent Claret : le conseiller
- Caroline Deruas : la scripte
- Mikaël Mittelstadt : Le vendeur de bible

## Autour du film
- Romain Goupil a employé les membres de sa véritable famille, femmes et enfants (Charpentier) et a fait figurer furtivement des personnalités de son entourage : Daniel Cohn-Bendit, Mathieu Amalric, André Glucksmann, Arnaud Desplechin.